# Kisaralik
La rivière Kisaralik est un cours d'eau d'Alaska, aux États-Unis situé dans la région de recensement de Bethel. C'est un affluent du fleuve Kuskokwim.

## Description
Longue de 90 milles (145 km), elle prend sa source dans les montagnes Kilbuck et coule en direction du nord-ouest pour se jeter dans le fleuve Kuskokwim près d'Akiak à 20 milles (32 km) au nord-est de Bethel dans le delta du Yukon-Kuskokwim.
Son nom local était Kiselakik. Il a été référencé en 1914.